# بلاذر عالي
البلاذر العالي أو البلاذر البري (الاسم العلمي:Anacardium excelsum) هو نوع من النباتات يتبع جنس البلاذر من فصيلة البلاذرية.